# 彭胜标
彭胜标（1909年—2003年3月1日），中国人民解放军将领、中国人民解放军开国少将。
南方三年游击战争时期，领导汀瑞游击队。第二次国共内战时期，任中国人民解放军第35军第103师政治委员。曾任江苏军区政治部副主任。1955年，授予中国人民解放军少将。